# Daniela Řeřichová
Daniela Řeřichová, rozená Bohuňková (* 30. dubna 1950 Praha) je česká scenáristka, dramaturgyně a redaktorka. Je autorkou filmových scénářů s historickými náměty a spoluzakladatelkou mezinárodního festivalu proti totalitě Mene Tekel.

## Biografie
V roce 1978 absolvovala s vyznamenáním obor dramaturgie/scenáristika na pražské FAMU. Kvůli svým politickým názorům a bratrovi, který studoval v západním Německu, nesměla pracovat ve vystudovaném oboru. Po doplnění vzdělání v oboru teatrologie působila v letech 1980–1985 jako dramaturgyně divadelních souborů v Pražském kulturním středisku. Poté pracovala jako redaktorka divadelních her v organizaci DILIA (1985–1995) a po listopadu 1989 se stala vedoucí redakce. Od roku 1996 do roku 2011 byla odbornou redaktorkou pro oblast školství, kultury, památek, neziskového sektoru a sociální a zdravotní problematiky.
Je spoluzakladatelkou občanského sdružení Umění bez bariér (později spolek Umění bez bariér), které vzniklo při pořádání stejnojmenného mezinárodního festivalu v roce 1998. V roce 2007 založila se svým manželem Janem Řeřichou mezinárodní projekt proti totalitě Mene Tekel. Do manželovy smrti se věnovala výhradně dramaturgické a scenáristické práci pro festival. Od roku 2020 po smrti manžela zajišťuje realizaci festivalu dramaturgicky i organizačně.
Je autorkou filmových scénářů o J. V. Myslivečkovi, J. Mánesovi, Karlu IV., J. A. Komenském. Spolupracovala s Československým rozhlasem a televizí, časopisecky publikovala povídky, eseje a verše. Roku 2003 vyšla v nakladatelství Littera její kniha pohádek pro děti z dětských domovů Hejhula hum, otevři dům!.
Od roku 1974 byla provdána za herce a režiséra Jana Řeřichu. Vysokoškolské studium dokončila se dvěma dětmi, syn Jan Řeřicha (*1975) je sochař a malíř. Dcera Markéta Řeřichová je psychoterapeutka a básnířka.

## Ocenění
- 2016 diplom Senátu Parlamentu ČR
- 2020 cena Fragmenty paměti za kontinuální připomínání společensky závažných témat minulosti i současnosti prostřednictvím mezinárodního projektu Mene Tekel
- 2023 cena Ústavu pro studium totalitních režimů za následováníhodné počiny při hájení principů demokracie, svobody a lidských práv